# Jim McInally
James Edward McInally, detto Jim (Glasgow, 19 febbraio 1964), è un allenatore di calcio ed ex calciatore scozzese, di ruolo centrocampista.

## Carriera

### Club
Ha giocato nella prima divisione scozzese ed in quella inglese.

### Nazionale
Ha partecipato ai Mondiali Under-20 del 1983 ed agli Europei del 1992.

## Palmarès

### Giocatore

#### Competizioni nazionali
- Coppa di Lega scozzese: 1

Celtic: 1982-1983
- Scottish Championship: 1

Dundee: 1997-1998
- Coppa di Scozia: 1

Dundee United: 1993-1994

### Allenatore

#### Competizioni nazionali
- Scottish Second Division: 1

Greenock Morton: 2006-2007
- Scottish League Two: 2

Peterhead: 2013-2014, 2018-2019